# 九州工大前站

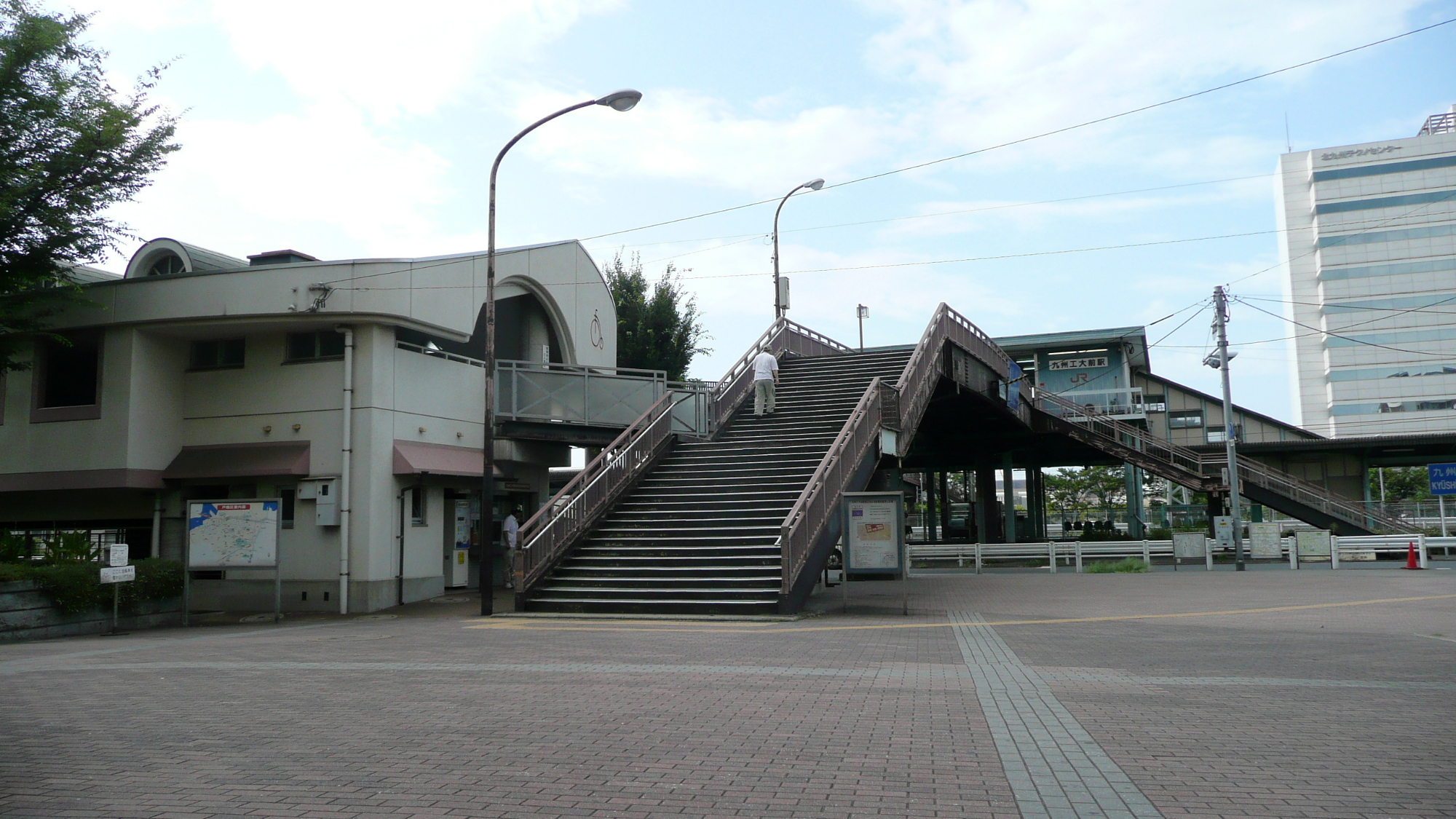
位於地面的出入口(2008年8月)

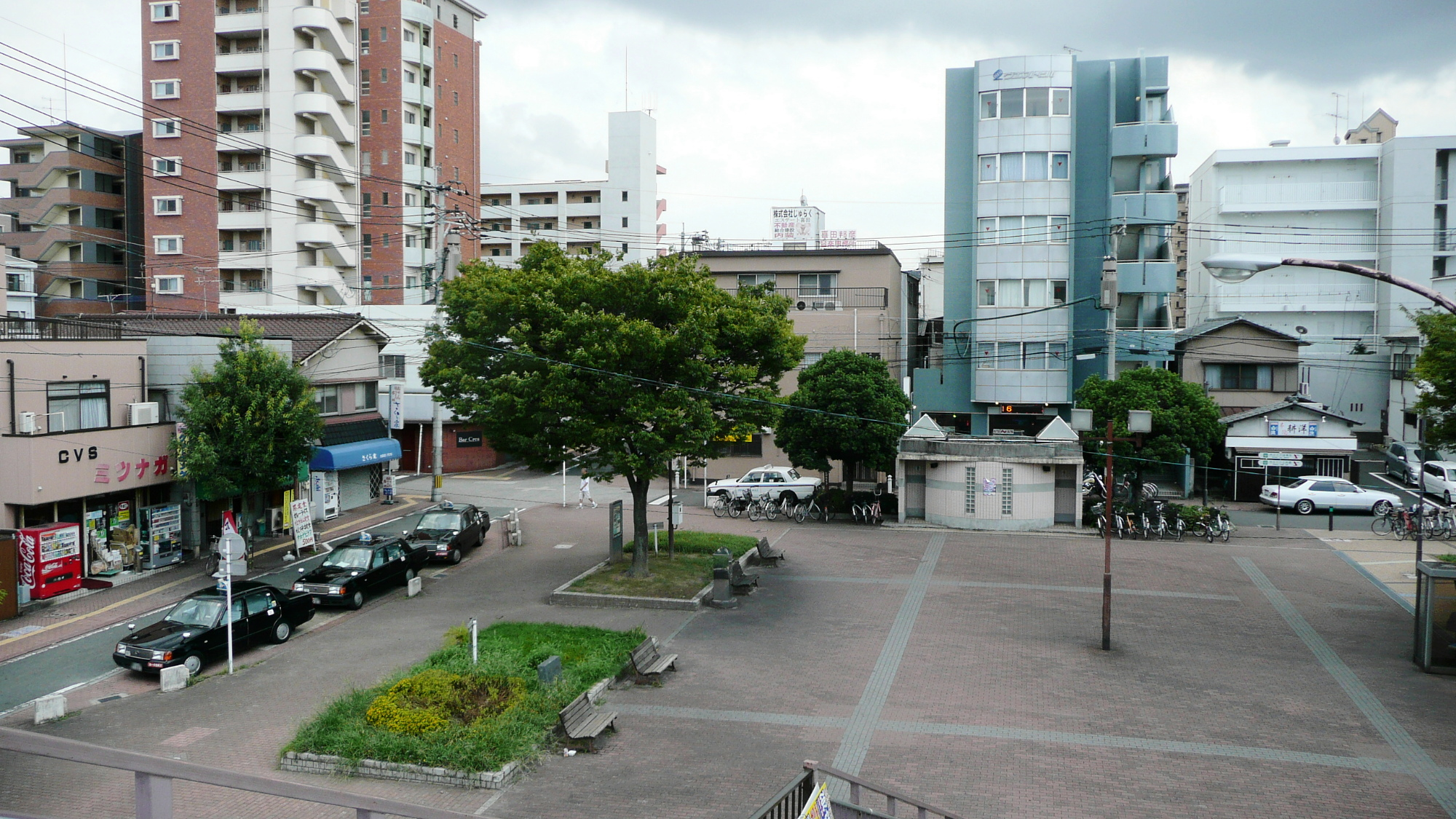
站前廣場(2008年8月)

九州工大前站（日语：／ Kyūshūkōdai-mae eki */?）是位於福岡縣北九州市戶畑區中原西，屬於九州旅客鐵道（JR九州）的鹿兒島本線車站。車站編號為JA26。

## 歴史
- 1970年（昭和45年）7月1日 - 日本國有鐵道開設新中原站（日语：／）[1]。
- 1987年（昭和62年）4月1日 -　伴隨國鐵分割民營化，車站由九州旅客鐵道（JR九州）營運。
- 1990年（平成2年）11月1日 - 車站改名為九州工大前站[1]。
- 1993年（平成5年）3月 - 綠色窗口開始營業[2]。
- 2009年（平成21年）3月1日 - 此站可以使用IC卡「SUGOCA」[3]。
- 2014年（平成26年）3月15日 - 實施時間表修正，準快速列車停此站。
- 2018年（平成30年）3月17日 - 實施時間表修正，區間快速列車停此站。
- 2022年3月12日：停用綠色窗口，改為使用指定席劵發售機[4]。

## 車站構造
本站為跨站式站房的地面車站，並設有1面2線的的島式月台。車站閘外的的升降機於2009年10月開始使用。此站是由JR九州服務支援管理的業務委託車站，在JR特定都區市內制度中屬於「北九州市內」的車站。站內設有自動閘機，並且可以使用「SUGOCA」IC卡。但由於精簡人手關係，綠色窗口於2022年3月12日停用。

### 月台
| 月台 | 路線       | 上下行 | 方向             |
| ---- | ---------- | ------ | ---------------- |
| 1    | 鹿兒島本線 | 下行   | 黑崎、博多方向   |
| 2    | 鹿兒島本線 | 上行   | 小倉、門司港方向 |

## 使用狀況
在2018年（平成30年）度，1日平均乘車人次為4,465人。在JR九州車站中排名48，僅次於新飯塚站。
根據JR九州和北九州市的數據，以下是近年1日平均乘車人次列表：
| 年度   | 1日平均 乘車人次 |
| ------ | ---------------- |
| 2000年 | 4,350            |
| 2001年 | 4,316            |
| 2002年 | 4,080            |
| 2003年 | 4,030            |
| 2004年 | 3,924            |
| 2005年 | 4,012            |
| 2006年 | 4,073            |
| 2007年 | 4,134            |
| 2008年 | 4,249            |
| 2009年 | 4,204            |
| 2010年 | 4,313            |
| 2011年 | 4,465            |
| 2012年 | 4,461            |
| 2013年 | 4,678            |
| 2014年 | 4,564            |
| 2015年 | 4,574            |
| 2016年 | 4,473            |
| 2017年 | 4,415            |
| 2018年 | 4,465            |

## 車站周邊
關係車站名稱是由來，這是由於鄰站距離九州工業大學約500米。
北邊
- Zenrin技術中心
- 北九州高速2號線戶畑出入口
- 北九州生活科學中心
- 新日本製鐵八幡製鐵所[1]

南邊
- 國道199號（日语：国道199号）
- SPINA（日语：スピナ）超級市場戶畑店
- 九州工業大學總部、工學部
- 北九州市立中原小學・中學
- 專門學校麻生醫療福利&觀光學院
- 寶福寺
- 寶福寺幼稚園
- 真颯館高等學校（日语：真颯館高等学校）

## 相鄰車站
九州旅客鐵道
鹿兒島本線
■快速
通過
■區間快速（部份停站）、■普通
西小倉（JA27）－（貨）濱小倉－九州工大前（JA26）－戶畑（JA25）

## 注腳
1. 1 2 3 4 5 6 7 8 9 10  . 週刊JR全駅・全車両基地 (朝日新聞出版). 2012-09-23, (07): 20.
2. ↑  JR時間表1993年2、3月號
3. ↑  . 交通新聞 (交通新聞社). 2009-03-03: 1.
4. 1 2   (PDF). 九州旅客鉄道株式会社.   [2021-12-23]. （原始内容存档 (PDF)于2022-01-27） （日语）.
5. ↑  . JR九州服務支援株式會社.   [2019-07-14]. （原始内容存档于2019-07-13）.
6. ↑   (PDF). 九州旅客鐵道.   [2018-07-13]. （原始内容存档 (PDF)于2019-12-06）.
7. ↑  數據北九州（運輸・通信） JR上下車人次

## 外部連結
- 九州工大前（車站資訊） - 九州旅客鐵道